# Brenthis hecate
Brenthis hecate är en fjärilsart som beskrevs av Denis och Ignaz Schiffermüller 1775. Brenthis hecate ingår i släktet Brenthis och familjen praktfjärilar. Inga underarter finns listade i Catalogue of Life.

## Bildgalleri

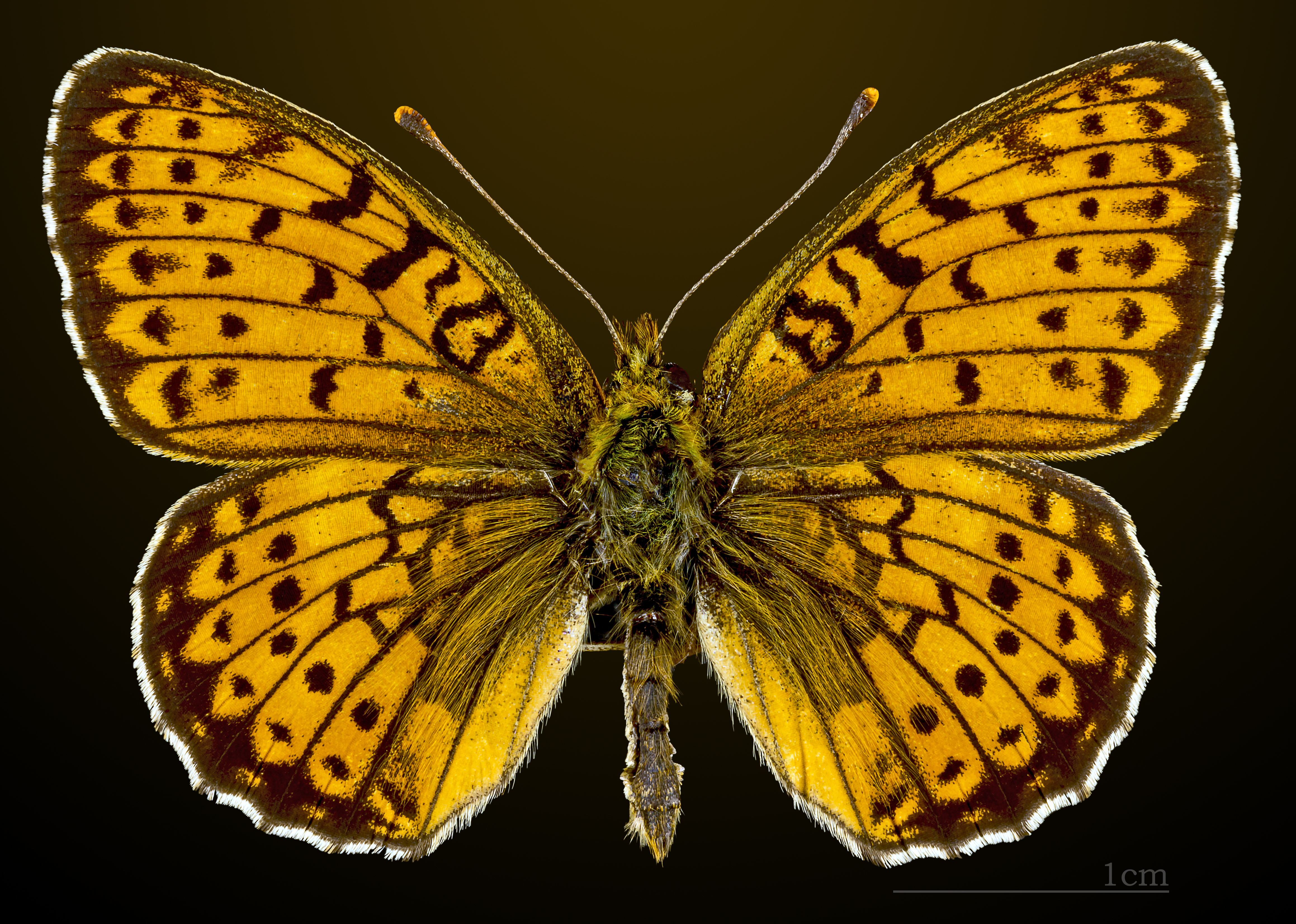
Brenthis hecate
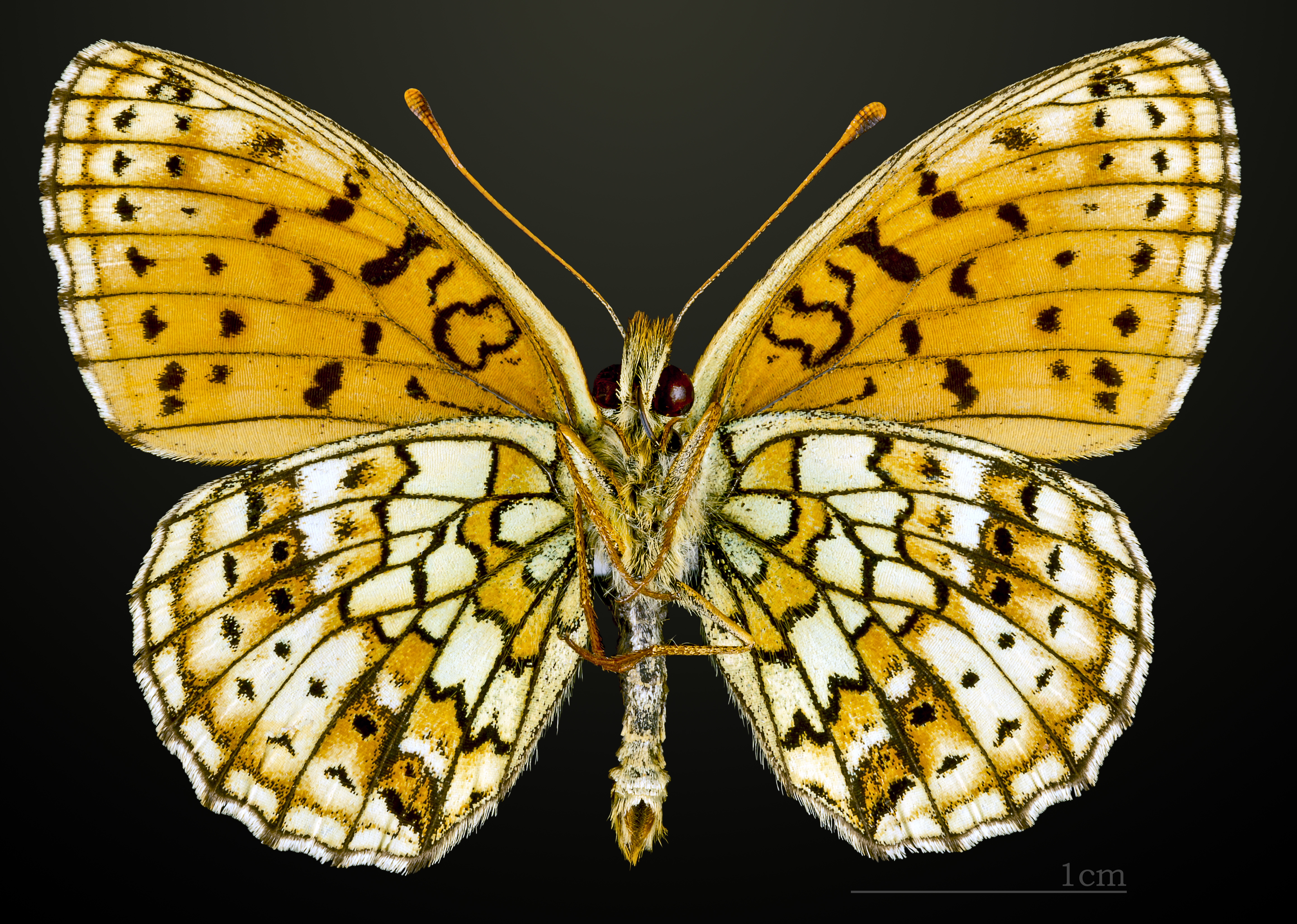
△ Brenthis hecate
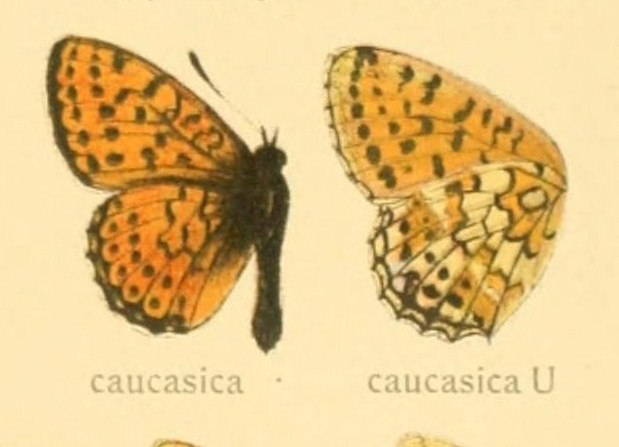